# 天使の殺意
『天使の殺意』（てんしのさつい）は、こいわ美保子による日本の漫画作品。
1982年『なかよしデラックス』（講談社）にて連載された。

## 書誌情報
- 天使の殺意 1983年2月5日 ISBN 978-4061084315
  - 闇マリア伝説（原・金春智子）(なかよしデラックス1982年)[要文献特定詳細情報]